# 2 złote 1813
2 złote 1813 – moneta dwuzłotowa bita w srebrze w 1813 r. w czasie oblężenia Zamościa przez wojska rosyjskie, w okresie Księstwa Warszawskiego. W polskiej numizmatyce określana jest czasami również jako moneta oblężnicza, a niekiedy jako moneta zastępcza.

## Awers
Na tej stronie umieszczono napis w czterech lub w trzech wierszach:

MONETA
W
OBLEZENIU
ZAMOSCIA

lub

MONETA
W OBLEZENIU
ZAMOSCIA

Poniżej napisu, ale tylko na odmianie trzywierszowej, umieszczono rysunek bomby.

## Rewers
Na rewersie umieszczono cyfrę 2, pod nią napis „ZŁOTE”, poniżej rok 1813, elementy te otoczone zostały dwoma gałązkami skrzyżowanymi na dole, a dookoła otokowo napis „BOZE DOPOMOZ WIERNYM OYCZYZNIE”.

## Opis
Dwuzłotówkę bito w srebrze, na krążkach przygotowanych w twierdzy Zamość z przetopu sreber kolegiackich, w kształcie zbliżonym do okręgu i średnicy 28,6 – 30 mm, masie 7,07– 10,7 grama z rantem gładkim.
Ze względu na ręczną metodę przygotywywania stempli istnieje wiele różnic rysunku monety. W niektórych opracowaniach całkowicie są one pominięte i jako odmiany uznaje się jedynie monety różniące się rysunkiem awersu, tzn. cztero- lub trzywierszowy napis „MONETA W OBLEZENIU ZAMOSCIA”, nazywane również odmianami bez bomby i z bombą, odpowiednio. W innych opracowaniach, dla trzywierszowego awersu (z bombą), rozpoznano pięć odmian różniących się wielkością bomby i szczegółami na rewersie (wielkość i grubość liter lub cyf, odwrócenie litery D w napisie otokowym). Na podstawie obserwacji rynku kolekcjonerskiego, szczególnie katalogów aukcji stacjonarnych, między innymi Warszawskiego Centrum Numizmatycznego i Antykwariatu Numizmatycznego Michała Niemczyka, można stwierdzić, że na przełomie XX i XXI w. w obrocie kolekcjonerskim funkcjonują następujące odmiany:
- napis na awersie w czterech wierszach (bez bomby), zwana czasami dwuzłotówką Hincza,
- napis w trzech wierszach (z bombą),
- napis w trzech wierszach (z bombą), w roku 1813 cyfra 3 oddalona od pozostałych,
- napis w trzech wierszach (z bombą), odwrócone D w słowie „DOPOMOZ” napisu otokowego,
- napis w trzech wierszach (z bombą), odwrócone N w słowie „WIERNYM” napisu otokowego.

Cała emisja dwuzłotówek wyniosła 7830 sztuk. Stopień rzadkości poszczególnych odmian przedstawiono w tabeli:
| Odmiana                                            | Stopień rzadkości | Liczba egzemplarzy | Zdjęcie |
| -------------------------------------------------- | ----------------- | ------------------ | ------- |
| 2 złote 1813 napis czterowierszowy (bez bomby)     | R6                | 7–25               |         |
| 2 złote 1813 napis trzywierszowy                   | R3                | 601–3000           |         |
| 2 złote 1813 napis trzywierszowy, oddalona cyfra 3 | R3                | 601–3000           |         |
| 2 złote 1813 napis trzywierszowy, odwrócone D      | R3                | 601–3000           |         |
| 2 złote 1813 napis trzywierszowy, odwrócone N      | R3                | 601–3000           |         |